# Chrystal Macmillan
Jessie Chrystal Macmillan, född 13 juni 1872 i Edinburgh, Skottland, död 21 september 1937 i Edinburgh, var en brittisk (skotsk) politiker, advokat, feminist, pacifist och den första naturvetaren som tog examen vid University of Edinburgh. Hon var en förespråkare för kvinnlig rösträtt och andra kvinnliga rättigheter och var en av grundarna av WILPF.

## Biografi
Chrystal Macmillan var enda dotter av nio barn till tehandlaren John Macmillan och Jessie Chrystal Finlayson. Efter grundskola gick hon på en internatskola för flickor i St Andrews. 

### Utbildning
I oktober 1892 kom hon in på University of Edinburgh som en av de första kvinnliga studenterna. Hon studerade matematik för George Chrystal,  astronomi för Ralph Copeland och filosofi för Peter Guthrie Tait och tog kandidatexamen i april 1896. Under sommaren vistades hon i Berlin för ytterligare studier och återvände till Edinburgh och fortsatte studier på universitetet, grekiska, socialvetenskap, samhällsvetenskap och tog magisterexamen 1900.

## Kvinnlig rösträtt
Macmillan gick med i Edinburghs organisation för Kvinnlig rösträtt. 1909 flyttade hon till London och blev verkställande direktör för Sällskapet för kvinnlig rösträtt. 1913 blev hon andra ordförande i International Women's Suffrage Alliance. I oktober 1914 fick organisationen en begäran om hjälp för 80 000 belgiska flyktingar. Macmillan samlade in pengar och organiserade mattransporter till Vlissingen i Holland. Hon reste till Holland och besökte flyktingläger för att undersöka vad som behövdes och åter vände till England för att samla in fler förnödenheter.

## Fredsambassadör

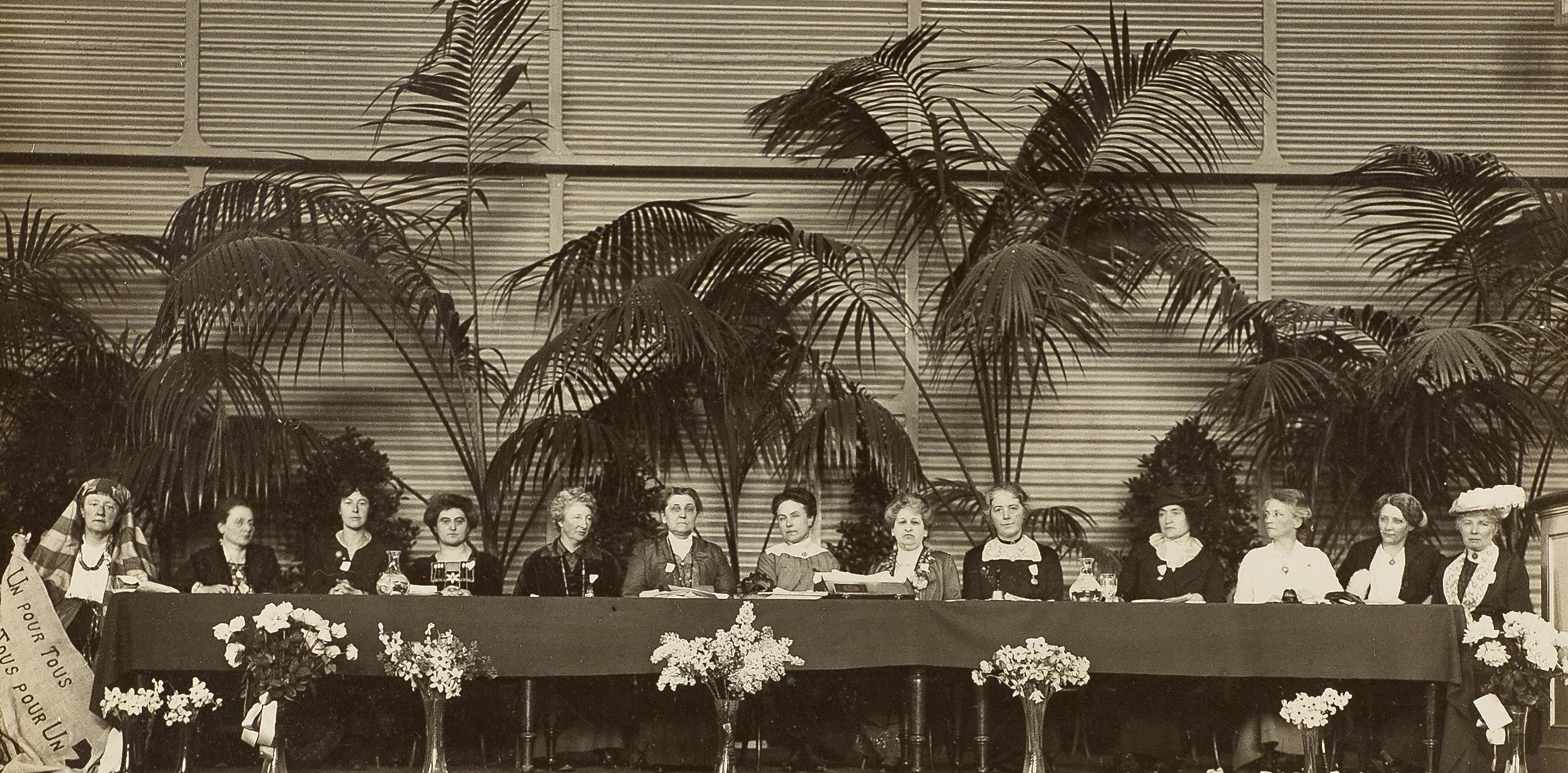
Haag konferensen 1915, från vänster:1. Lucy Thoumaian - Armenien, 2. Leopoldine Kulka – Österrike, 3. Laura Hughes - Kanada, 4. Rosika Schwimmer - Ungern, 5. Anita Augspurg - Tyskland, 6. Jane Addams - USA, 7. Eugenie Hanner, 8. Aletta Jacobs - Nederländerna, 9. Chrystal Macmillan - UK, 10. Rosa Genoni - Italien, 11. Anna Kleman - Sverige, 12. Thora Daugaard - Danmark, 13. Louise Keilhau – Norge

I början på april 1915 bjöd Aletta Jacobs in suffragetter i hela världen till den Internationella kvinnokonferensen i Haag. Macmillan och flera engelska suffragetter tackade ja. Under konferensen bildades WILPF. Macmillan var ordförande för den kommitté som utarbetade en resolution i 14 punkter, som överlämnades till krigförande och neutrala länder.

### Fredskonferensen i Paris 1919
Fredskonferensen i Paris inleddes den 18 januari 1919. Den 7 maj överlämnades en fördragstext till Tyskland som väckte starka reaktioner i Berlin. Den Internationella kvinnokonferensen i Zürich, där Macmillan ordförande, uttalade kraftig kritik av detta fredsförslag. Konferensen presenterade en resolution där man gillade President Wilsons förslag om Nationernas förbund, men saknade de 14 punkter som utarbetats 1915, som förutsättning för en varaktig fred.
Men fredskonferensen tog ingen hänsyn till de tyska reaktionerna och inte heller internationell kritik. Fredsförslaget stadfästes i Versaillesfreden.